# Palicus faxoni
Palicus faxoni är en kräftdjursart som beskrevs av M. J. Rathbun 1897. Palicus faxoni ingår i släktet Palicus och familjen Palicidae. Inga underarter finns listade i Catalogue of Life.